# Archivnictví
Archivnictví je věda zabývající se archivy a problematikou s nimi spojenou. Zaměření archivnictví je propojeno s pomocnými vědami historickými a v některých bodech se protíná s knihovnictvím a muzeologií. Mezi známé instituce, kde se archivnictví vyučuje, patří Ústav pro rakouský dějezpyt, Scuola Vaticana di Paleografia, Diplomatica e Archivistica nebo Archivní škola Marburg.

## Historie oboru
Původ této intelektuální tradice je neznámý. Lze se však zmínit o nejstarších známých knihách, které popisují archivnictví. Tyto dvě knihy, které jsou nejstaršími předchůdci archivnictví jsou tištěné roku 1571, avšak byly pravděpodobně napsány v první polovině stejného století. Autor těchto knih, německý šlechtic Jacob von Rammingen, je považován za „otce“ tomuto archivnického díla. Rammingen založil tradici jak archivovat dokumenty. V Německu přežila tato tradice dvě století. Rammingen byl první kdo formuloval archivní teorii.
Pohled na předešlé období archivnictví a práci s archiváliemi shrnul později v roce 1890 bavorský archivář Franz von Löher.
V roce 1891 vznikl profesní spolek nizozemských archivářů, kteří měli za úkol analyzovat dosavadní práci v nizozemských archivech a sjednotit svou činnost jak po praktické tak teoretické stránce. Z jejich činnosti vznikl sborník příspěvků, jenž se později stal základem moderního archivnictví jako vědy.

## Přehled vydávaných českých archivních časopisů

### současné
- Archivní časopis – vydává ministerstvo vnitra od roku 1951.
- Brno v minulosti a dnes – vydává Archiv města Brna.
- Olomoucký archivní sborník – časopis Státního okresního archivu Olomouc.
- Paginae historiae – časopis Národního archivu v Praze.
- Sborník archivních prací – vydává ministerstvo vnitra od roku 1951.
- Archivní ročenka – vydává od roku 1990 Česká archivní společnost.

### zaniklé
- Sborník archivu ministerstva vnitra – od roku 1926 do roku 1940.
- Zprávy českého zemského archivu

## Přehled vydávaných zahraničních archivních časopisů

### rakouské
- Mitteilungen des Österreichischen Staatsarchives – od roku 1948 vydává Rakouský státní archiv.
- Scrinium (s podtitulem Zeitschrift des Verbandes österreichischer Archivare) – od roku 1969 vydává Svaz rakouských archivářů.

### slovenské
- Slovenská archivistika – od roku 1966.

### německé
- Archivalische Zeitschrift – od roku 1876.
- Der Archivar – od roku 1948.

### maďarské
- Eveltári Közlemények (archivní zprávy) – od roku 1923.
- Levéltári Hiradó – od roku 1951.

### nizozemské
- Nederlands Archieveblad – od roku 1893 vydává Sdružení Nizozemských archivářů.

### česká
- HRUBÝ, Václav. Úvod do archivní teorie i prakse. Praha: Společnost přátel starožitností, 1930.
- VOLF, Miloslav; HAAS, Antonín. Archivní příručka. Praha: Svoboda, 1948.
- Archivní příručka. Praha: Archivní správa MV ČR, 1965.
- ŠTOURAČOVÁ, Jiřina. Úvod do archivnictví. Brno: Vydavatelství Masarykovy univerzity, 1999. ISBN 80-210-2216-7.
- BARTOŠ, Josef. Úvod do archivnictví pro historiky. Olomouc: Univerzita Palackého, 2000. ISBN 80-244-0142-8.
- HOFFMANNOVÁ, Jaroslava, PRAŽÁKOVÁ, Jana. Biografický slovník archivářů českých zemí. Praha: Libri, 2000. ISBN 80-7277-023-3.

### zahraniční
- BRENNECKE, Adolf. Archivkunde. Bearb. und erg. von Wolfgang Leesch. Leipzig: [s.n.], 1953.
- CASANOVA, Eugenio. Archivistica. Siena: [s.n.], 1928.
- ENDERS, Gerhard. Archivverwaltungslehre. Berlin: [s.n.], 1962.
- JENKINSON, Hilary. A Manual of Archiv Administration. London: [s.n.], 1922. Dostupné online. Druhé vydání v r. 1937; třetí vydání v roce 1966.
- MEISNER, Heinrich Otto. Archivalienkunde von 16. Jhd. Bis 1918.. Leipzig: [s.n.], 1969.
- VON RAMMINGEN, Jacob. The earliest predecessors of archival science - Jacob von Rammingen's two manuals of registry and archival management, printed in 1571, translated by JBLD Strömberg. Lund: Wallin & Dalholm, Lundaboken: [s.n.], 2010.
- SCHELLENBERG, T. R. Modern archive Principles and Techniques. Chicago: [s.n.], 1956. Dostupné online.